# Championnat du Cap-Vert de football 2018
Navigation
Saison précédente Saison suivante
La saison 2018 du Championnat du Cap-Vert de football est la trente-neuvième édition de la première division capverdienne, le Campeonato Nacional. Après une phase régionale qualificative disputée sur chacune des neuf îles habitées de l'archipel, les onze meilleures équipes et le tenant du titre disputent le championnat national, joué en deux phases :
- une phase de poules (trois poules de quatre équipes) dont les premiers et le meilleur second accèdent à la phase finale
- une phase finale à élimination directe (demi-finales et finale) en matchs aller et retour qui détermine le vainqueur du championnat

C’est l'Associação Académica da Praia qui remporte la compétition cette saison, après avoir battu le Clube Sportivo Mindelense en finale nationale. Il s'agit du deuxième titre de champion du Cap-Vert de l’histoire du club après celui remporté en 1965.

## Les clubs participants
- Île de Boavista :
  - Sport Sal Rei Club
- Île de Brava :
  - Sport Clube Morabeza
- Île de Fogo :
  - Vulcânicos Futebol Clube
- Île de Maio :
  - Barreirense Futebol Clube
- Île de Sal :
  - Grupo Desportivo Palmeira
- Île de Santiago :
  - CD Scorpions Vermelho (zone Nord)
  - Associação Académica da Praia (zone Sud)
  - Sporting Clube da Praia (tenant du titre)
- Île de Santo Antão :
  - CD Os Foguetões (zone Nord)
  - Associação Académica do Porto Novo (zone Sud)
- Île de São Nicolau:
  - Futebol Clube Belo Horizonte
- Île de São Vicente:
  - Clube Sportivo Mindelense

## Compétition

### Phase de poules
Le barème utilisé pour établir le classement est le suivant :
- Victoire : 3 points
- Match nul : 1 point
- Défaite, forfait ou abandon : 0 point

| Rang | Équipe                             | Pts | J | G | N | P | Bp | Bc | Diff |  | Résultats (▼ dom., ► ext.)         | Aca | Min | PNo | SRe |
| ---- | ---------------------------------- | --- | - | - | - | - | -- | -- | ---- |  | ---------------------------------- | --- | --- | --- | --- |
| 1    | Associação Académica da Praia      | 11  | 6 | 3 | 2 | 1 | 6  | 4  | +2   |  | Associação Académica da Praia      |     | 0-0 | 2-1 | 2-0 |
| 2    | Clube Sportivo Mindelense          | 10  | 6 | 2 | 4 | 0 | 6  | 4  | +2   |  | Clube Sportivo Mindelense          | 0-0 |     | 2-1 | 1-0 |
| 3    | Associação Académica do Porto Novo | 8   | 6 | 2 | 2 | 2 | 8  | 7  | +1   |  | Associação Académica do Porto Novo | 2-0 | 1-1 |     | 2-1 |
| 4    | Sport Sal Rei Club                 | 2   | 6 | 0 | 2 | 4 | 5  | 10 | -5   |  | Sport Sal Rei Club                 | 1-2 | 2-2 | 1-1 |     |

| Rang | Équipe                       | Pts | J | G | N | P | Bp | Bc | Diff |  | Résultats (▼ dom., ► ext.)   | Fog | Sco | BHo | Mor |
| ---- | ---------------------------- | --- | - | - | - | - | -- | -- | ---- |  | ---------------------------- | --- | --- | --- | --- |
| 1    | CD Os Foguetões              | 11  | 6 | 3 | 2 | 1 | 5  | 4  | +1   |  | CD Os Foguetões              |     | 1-1 | 1-0 | 2-1 |
| 2    | CD Scorpions Vermelho        | 9   | 6 | 2 | 3 | 1 | 8  | 6  | +2   |  | CD Scorpions Vermelho        | 2-0 |     | 1-1 | 0-1 |
| 3    | Futebol Clube Belo Horizonte | 9   | 6 | 2 | 3 | 1 | 9  | 5  | +4   |  | Futebol Clube Belo Horizonte | 0-0 | 2-2 |     | 2-1 |
| 4    | Sport Clube Morabeza         | 3   | 6 | 1 | 0 | 5 | 4  | 11 | -7   |  | Sport Clube Morabeza         | 0-1 | 1-2 | 0-4 |     |

| Rang | Équipe                    | Pts | J | G | N | P | Bp | Bc | Diff |  | Résultats (▼ dom., ► ext.) | Pal | SPr | Vul | Bar |
| ---- | ------------------------- | --- | - | - | - | - | -- | -- | ---- |  | -------------------------- | --- | --- | --- | --- |
| 1    | Grupo Desportivo Palmeira | 10  | 6 | 3 | 1 | 2 | 8  | 7  | +1   |  | Grupo Desportivo Palmeira  |     | 1-0 | 1-0 | 4-2 |
| 2    | Sporting Clube da PraiaT  | 8   | 6 | 2 | 2 | 2 | 5  | 5  | 0    |  | Sporting Clube da PraiaT   | 2-1 |     | 1-0 | 0-0 |
| 3    | Vulcânicos Futebol Clube  | 8   | 6 | 2 | 2 | 2 | 4  | 4  | 0    |  | Vulcânicos Futebol Clube   | 0-0 | 2-1 |     | 1-1 |
| 4    | Barreirense Futebol Clube | 6   | 6 | 1 | 3 | 2 | 7  | 8  | -1   |  | Barreirense Futebol Clube  | 3-1 | 1-1 | 0-1 |     |

- Clube Sportivo Mindelense se qualifie pour les demi-finales au titre de meilleur second.

### Phase finale

#### Demi-finales
| Équipe 1                  | Résultat | Équipe 2                      | Aller | Retour |
| ------------------------- | -------- | ----------------------------- | ----- | ------ |
| Clube Sportivo Mindelense | 3 - 1    | Grupo Desportivo Palmeira     | 2 - 1 | 1 - 0  |
| CD Os Foguetões           | 0 - 1    | Associação Académica da Praia | 0 - 0 | 0 - 1  |

#### Finale
| 2 juin 2018 | Clube Sportivo Mindelense | 0 - 2 ap | Associação Académica da Praia | Estádio Municipal, Porto Novo                     |                                                   |
|             |                           |          | Ró 112e · Mike 119e           | Spectateurs : 2 500 Arbitrage : António Rodrigues | Spectateurs : 2 500 Arbitrage : António Rodrigues |

## Bilan de la saison
| Championnat du Cap-Vert de football 2018 |                                          |
| Champion                                 | Associação Académica da Praia (2e titre) |
| Coupes et trophées                       |                                          |
| Vainqueur de la Coupe du Cap-Vert 2018   | Sporting Clube da Praia                  |
| Qualifications continentales             |                                          |
| Ligue des champions de la CAF 2018-2019  | Aucun                                    |
| Coupe de la confédération 2018-2019      | Aucun                                    |
| Promotions et relégations                |                                          |
| Promus en Campeonato Naçional            | Aucun                                    |
| Relégués                                 | Aucun                                    |